# Xavier Hochstrasser
Xavier Hochstrasser (Onex, 1 juli 1988) is een Zwitsers voormalig voetballer die doorgaans speelde als middenvelder. Tussen 2005 en 2020 was hij actief voor Servette, Young Boys, Padova, FC Luzern, Lausanne-Sport, Le Mont, Stade Nyonnais, FC Onex en FC Gland.

## Clubcarrière
Hochstrasser speelde in de jeugdopleiding van Étoile Carouge, waar hij niet doorbrak in het eerste elftal. Dat deed hij wel bij Servette. Voor die club speelde hij 27 wedstrijden, waarin hij tweemaal tot scoren wist te komen. Na dit seizoen verkaste de middenvelder naar Young Boys, waar hij een basisplaats toebedeeld kreeg. In het seizoen 2009/10 kwam hij tot vijftien assists in de Super League. Na een verhuurperiode bij Padova, verkaste hij naar FC Luzern. Bij die club ondertekende hij een vierjarige verbintenis. In 2014 werd Lausanne-Sport zijn nieuwe club. Hochstrasser kwam in 2015 bij Le Mont terecht. Een jaar later verkaste hij naar Stade Nyonnais. FC Onex nam de middenvelder over in 2017. Een jaar later werd FC Gland zijn nieuwe werkgever. In 2020 vertrok hij bij die club en na twee seizoenen zonder club besloot Hochstrasser op vierendertigjarige leeftijd een punt te zetten achter zijn actieve loopbaan.

## Interlandcarrière
Hochstrasser nam met het Zwitsers olympisch voetbalelftal onder leiding van bondscoach Pierluigi Tami deel aan de Olympische Spelen van 2012 in Londen. Daar werd de ploeg in de voorronde uitgeschakeld na een gelijkspel tegen Gabon (1-1) en nederlagen tegen Zuid-Korea (1-2) en Mexico (0-1).